# Cornelia Sorabji
Cornelia Sorabji (Nashik, presidència de Bombai, Índia britànica, 15 de novembre de 1866 - Londres, 6 de juliol de 1954) va ser una advocada, reformadora social i escriptora índia. Va ser la primera dona llicenciada a la Universitat de Bombay i la primera que va estudiar dret a la Universitat d'Oxford, i s'hi va llicenciar, al 1892. Va ser la primera dona advocada a l'Índia, però no seria reconeguda com a tal fins al 1923, quan es va canviar la llei que prohibia a les dones exercir.
Va participar en diverses entitats i campanyes de serveis socials, com ara el Consell Nacional de Dones a l'Índia, la Federació de Dones Universitàries i la Lliga de Servei Social per a les Dones de Bengala. Es va oposar a la imposició de les perspectives occidentals sobre el moviment pel canvi de les dones a l'Índia i va adoptar un enfocament prudent de la reforma social, oposant-se al canvi ràpid. Sorabji creia que fins que totes les dones no haguessin estat educades, la reforma política no tindria un valor real i durador. Va donar suport al Raj britànic i a la purdah per a les dones hindús de castes altes, i es va oposar a l'autogovern de l'Índia. Les seves opinions li van impedir obtenir el suport necessari per emprendre posteriorment reformes socials. Sorabji va ser autora de múltiples publicacions, que van ser influents a principis del segle xx.

## Primers anys i educació
Cornelia Sorabji va rebre el nom en honor de Lady Cornelia Maria Darling Ford, la seva àvia adoptiva. Era filla de pares cristians conversos i que valoraven l'educació de les dones. El seu pare, Sorabji Karsedji, era un missioner cristià que s'havia convertit del zoroastrisme, i Sorabji creia que havia estat una figura clau per convèncer la Universitat de Bombai d'admetre dones als seus programes de grau. La seva mare, Francina Ford (de soltera Santya), havia estat adoptada als dotze anys i criada per una parella britànica, i va ajudar a establir diverses escoles de noies a Poona (ara Pune). El suport de la seva mare a l'educació de les nenes i l'atenció als necessitats locals va ser una inspiració per a Cornelia Sorabji per defensar les dones. Va tenir cinc germanes, entre les quals l'educadora i missionera Susie Sorabji i la metgessa Alice Pennell, i un germà. Va passar la seva infantesa inicialment a Belgaum i més tard a Pune. En els seus llibres, amb prou feines es referí a la religió (a part de descriure els rituals parsi).

## Formació
Va rebre l'educació tant a casa com a les escoles de missió. Es va matricular al Deccan College, com a primera dona estudiant, i va rebre les millors notes entre els seus companys en l'examen final de grau, que li hauria d'haver donat dret a una beca del govern per continuar estudiant a Anglaterra. Però se li va denegar i, en canvi, va ocupar una posició temporal com a professora d'anglès al Gujarat College, una institució educativa per a homes.

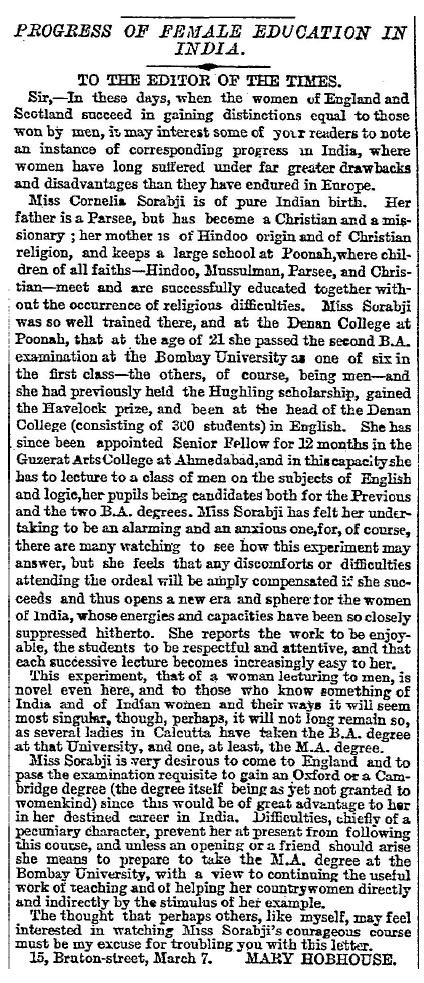
Carta de Mary Hobhouse sobre Sorabji, publicada a The Times, 13 d'abril de 1888

Es va convertir en la primera dona llicenciada a la Universitat de Bombai, amb un títol de primer grau en literatura. Sorabji va escriure el 1888 a la National Indian Association per demanar ajuda per completar la seva educació. Això va ser defensat per Mary Hobhouse (el marit de la qual era membre del Consell de l'Índia) i l'escriptora Adelaide Manning, que hi van aportar fons, com van fer també Florence Nightingale i el polític escocès William Wedderburn. Sorabji va arribar a Anglaterra el 1889 i es va quedar amb Manning i Hobhouse. El 1892, se li va concedir un permís especial per Decret de la Congregació, a causa en gran part de les peticions dels seus amics anglesos, per presentar-se a l'examen de postgrau de Llicenciatura en Dret Civil al Somerville College d'Oxford, convertint-se en la primera dona a fer-ho. Sorabji va ser la primera dona a ser admesa com a lectora a la Biblioteca Codrington de l'All Souls College d'Oxford, per invitació de Sir William Anson el 1890.

## Carrera jurídica
En tornar a l'Índia el 1894, després dels seus estudis a Anglaterra, i en no poder exercir, Sorabji va aconseguir que el 1904 es creés el càrrec d’assessora legal del Govern Britànic i es va involucrar en el treball social i d'assessorament de les purdahnashins, dones recloses a les quals els estava prohibit comunicar-se amb el món exterior masculí. En molts casos, aquestes dones posseïen una propietat considerable, però no tenien accés als coneixements legals necessaris per defensar-la. Sorabji va rebre un permís especial per presentar al·legacions en nom seu davant els agents britànics dels principats de Kathiawar i Indore, però no va poder defensar-los davant dels tribunals ja que, com a dona, no tenia posició professional en el sistema legal indi. Amb l'esperança de posar remei a aquesta situació, Sorabji es va presentar per a l'examen de LLB [Grau en Dret] de la Universitat de Bombay el 1897 i l'examen per a advocat del Tribunal Superior d'Allahabad el 1899. Va ser la primera dona advocada a l'Índia, però no seria reconeguda com a tal fins que la llei que prohibia a les dones exercir es va canviar, el 1923, amb la promulgació de la Llei de professionals del dret (Dones).

Sorabji va començar a demanar a l'Oficina de l'Índia ja el 1902 que proporcionés una assessora jurídica femenina per representar dones i menors als tribunals provincials. L'any 1904 va ser nomenada dama assistent del Tribunal de Tuteles de Bengala i el 1907, a causa de la necessitat d'aquesta representació, Sorabji treballava a les províncies de Bengala, Bihar, Orissa i Assam. Durant els següents 20 anys de servei, s'estima que Sorabji va ajudar més de 600 dones i orfes a lluitar en batalles legals, de vegades sense cap cost. Més tard escriuria sobre molts d'aquests casos a la seva obra Between the Twilights i les seves dues autobiografies. El 1924, la professió jurídica es va obrir a les dones a l'Índia i Sorabji va començar a exercir a Calcuta. Tanmateix, a causa del prejudici i la discriminació masculina, es va limitar a preparar estudis i valoracions sobre els casos, en lloc de defensar-los davant el tribunal.
Sorabji es va retirar del tribunal superior el 1929 i es va establir definitivament a Londres, i visitava l'Índia durant els hiverns. Va morir a casa seva, Northumberland House on Green Lanes, a Manor House, Londres, el 6 de juliol de 1954, als 87 anys.

## Treball social i de reforma
El principal interès de Sorabji en el seu treball de campanya era el servei social. Va participar en diversos grups de campanyes de serveis socials, com ara el Consell Nacional de Dones a l'Índia, la Federació de Dones Universitàries i la Lliga de Servei Social per a les Dones de Bengala. Es va oposar a la imposició de les perspectives occidentals sobre el moviment pel canvi de les dones a l'Índia i va adoptar un enfocament prudent de la reforma social, oposant-se al canvi ràpid. Sorabji creia que fins que totes les dones no fossin educades, la reforma política no tindria un valor real i durador. Va donar suport al Raj britànic i a la purdah per a les dones hindús de castes altes, i es va oposar a l'autogovern de l'Índia. Les seves opinions li van impedir obtenir el suport necessari per emprendre posteriorment reformes socials. Sorabji va ser autora de múltiples publicacions, que van ser influents a principis del segle xx.
Pels seus serveis a la nació índia, va rebre la medalla d'or Kaisar-i-Hind el 1909. Encara que era anglòfila, Sorabji no tenia cap desig de veure «la imposició a l'engròs d'un sistema legal britànic a la societat índia més que no buscava el trasplantament d'altres valors occidentals». A principis de la seva carrera, Sorabji havia donat suport a la campanya per la independència de l'Índia, relacionant els drets de les dones amb la capacitat d'autogovern. Tot i que va donar suport a la vida i la cultura índies tradicionals, Sorabji va promoure la reforma de les lleis hindús sobre el matrimoni infantil i el sati de les vídues. Creia que el veritable impuls del canvi social era l'educació i que fins que la majoria de dones analfabetes no hi tinguessin accés, el moviment sufragista seria un fracàs.

## Opcions polítiques

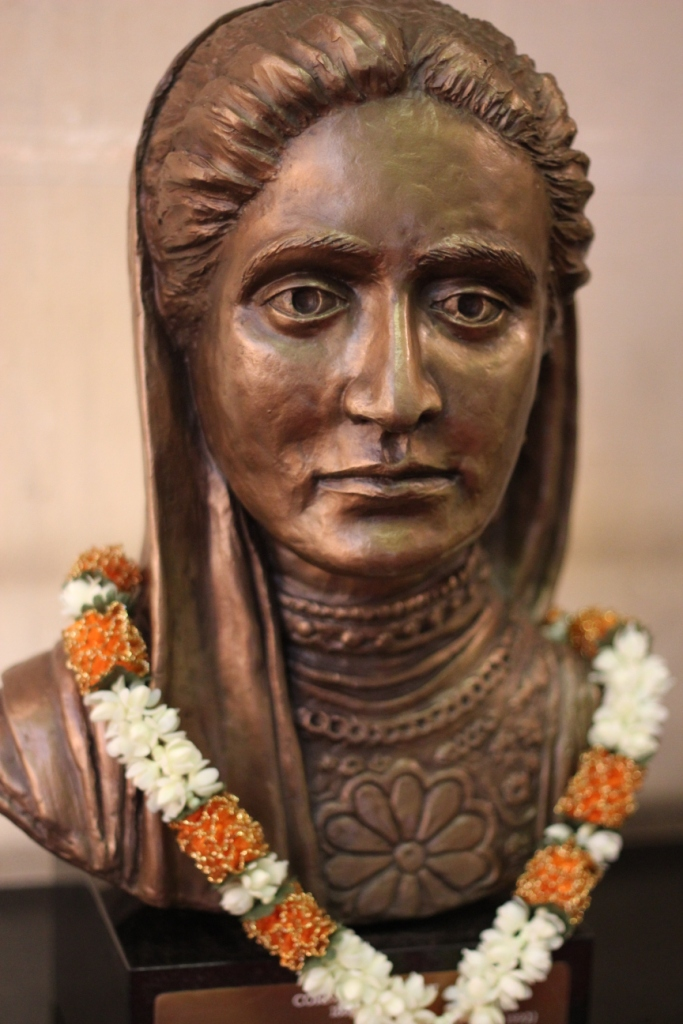
Bust de Cornelia Sorabji a Lincoln's Inn, fet a la conferència especial de Gresham 2012

A finals de la dècada de 1920, però, Sorabji havia adoptat una actitud antinacionalista ferma. El 1927 va participar activament en la promoció del suport a l'Imperi i en la preservació del domini del Raj britànic. Va veure favorablement l'atac polèmic contra l'autogovern indi que fa Katherine Mayo al seu llibre Mother India (1927), i va condemnar la campanya de desobediència civil de Mahatma Gandhi. Va fer una gira pel Canadà i els Estats Units per propagar les seves opinions polítiques; la divulgació de les seves creences acabaria costant-li el suport necessari per emprendre reformes socials posteriors. Un d'aquests projectes fallits va ser la Lliga de Benestar Infantil, Maternitat i Infermeria del Districte.
Pallavi Rastogi, revisant l'autobiografia India Calling, va escriure que la vida dels Sorabji estava plena de contradiccions, igual que la d'altres persones que no van poder conciliar les formes de vida occidentals i índies. La historiadora Geraldine Forbes va argumentar que l'oposició de Sorabji al nacionalisme i al feminisme «ha fet que els historiadors menystinguin el paper que va tenir a l'hora de donar credibilitat a la crítica britànica d'aquelles dones educades que ara formaven part del panorama polític». Per a Leslie Flemming, les obres autobiogràfiques de Sorabji són «un mitjà per justificar la seva vida inusual construint-se com a agent de canvi» i, tot i que no es llegeixen àmpliament en l'actualitat, van ser influents a principis del segle xx.

## Publicacions
A més de la seva feina com a reformadora social i activista legal, Sorabji va escriure diversos llibres, contes i articles, entre els quals els següents:
- 1901: Love and Life beyond the Purdah (Londres)
- 1904: Sun-Babies: Studies in the Child-life of India (Londres)
- 1908: Between the Twilights: Being studies of India women by one of themselves (Londres)
- 1916: Indian Tales of the Great Ones Among Men, Women and Bird-People (Bombay)
- 1917: The Purdahnashin (Bombay)
- 1918: Sun Babies: Studies in Color (Londres)
- 1920: Shubala - A Child-Mother (Calcuta)
- 1924: Therefore: An Impression of Sorabji Kharshedji Langrana and His Wife Francina (Londres)
- 1930: Gold Mohur: Time to Remember (Londres)
- 1932: Susie Sorabji, pedagoga Christian-Parsee de l'Índia Occidental: A Memoir (Londres)

Sorabji va escriure dues obres autobiogràfiques titulades India Calling: The Memories of Cornelia Sorabji (Londres, 1934) i India Recalled (Londres, 1936). Va editar el Queen Mary's Book for India (Londres, 1943), que va comptar amb contribucions d'autors com TS Eliot i Dorothy L. Sayers. Va col·laborar en diverses publicacions periòdiques, com ara The Asiatic Review, The Times Literary Supplement, Atlantic Monthly, Calcutta Review, The Englishman, Macmillan's Magazine, The Statesman i The Times.

## Memorials
El 2012, un bust seu es va presentar al Lincoln's Inn de Londres, el complex del Tribunal Superior de Londres, en record de la primera dona que va ser advocada al seu país. Un Google Doodle va celebrar el seu 151è aniversari el 15 de novembre de 2017.